# 屈尔施泰特
屈尔施泰特（發音：[ˈkyːɐ̯ʃtɛt]）是德国下萨克森州库克斯港县曾经的一个市镇，面积25.6平方千米，2017年6月30日人口为1,070人。2015年1月1日，屈尔施泰特与另外8个市镇合并为新市镇盖斯特兰。